# كأس القارات لكرة السلة
كأس القارات لكرة السلة (بالإنجليزية: FIBA Intercontinental Cup)‏ هي مسابقة كرة سلة احترافية تأسست في سنة 1966 . يعتبر ريال مدريد لكرة السلة هو الأكثر فوزا بها وذلك برصيد 5 بطولات.

## وصلات خارجية
- الموقع الرسمي